# Psebaï
Psebaï (Псебай) est une commune urbaine située dans le kraï de Krasnodar, dans le sud de la fédération de Russie et appartenant au raïon de Mostovskoï. Elle comptait 10 839 habitants au 24 octobre 2010.

## Géographie
Psebaï se trouve dans une zone entourée de sommets montagneux au bord de la rivière Psebaïka et sur la rive gauche de la Malaïa Laba, en face de la stanitsa d'Andriouki qui se trouve sur la rive droite. Elle est à 30 km au sud de Mostovskoï et à 157 km au sud-est de Krasnodar. C'est le chef-lieu de la municipalité de Psebaï qui comprend - outre Psebaï - les villages de Perevalka (7 km au sud), Bourni (12 km au sud), Nikitino (17 km au sud) et Kirovski (20 km au sud) qui se trouvent au bord de la Malaïa Laba.

## Historique
La localité a été fondée en 1857 par les cosaques du Kouban comme partie d'une ligne défensive des territoires du Caucase du Nord vis-à-vis des incursions des Peuples des Montagnes. Des cosaques provenant de la stanitsa de Novopokrovskaïa viennent également s'y installer en 1862. C'est de cette époque (1858) que date la petite église de bois dédiée à la Transfiguration. Le village obtient le statut de stanitsa en 1878 (sous le nom de Psebaïskaïa) et compte 1 500 habitants en 1881 avec des ateliers et des fabriques.
Nicolas II émet en 1894 un oukaze concédant le droit aux cosaques ayant combattu dix-sept ans de recevoir trois hectares de terre. C'est ainsi que la stanitsa augmente encore sa population après cette loi.
Le grand-duc Serge Mikhaïlovitch, grand chasseur, se fait construire en 1898 un rendez-vous de chasse dans les environs.
La stanitsa compte 6 489 habitants en 1910 pour 7 757 déciatines de terres. La localité devient un village sous le nom de Psebaï en 1938. Il est occupé par la Wehrmacht de juillet 1942 à février 1943. Il a été élevé au statut de communauté urbaine en 1958, après que les hameaux de Gypsovy Zavod et Jeleznodorojny lui eurent été adjoints.

## Économie
L'activité économique est centrée autour de la fabrication de matériaux de construction (bois, plâtre) avec notamment l'usine Koubanski Gypse, du tourisme, etc. C'est ici que débute une partie de la réserve naturelle et biosphérique du Caucase.